# Dewi Driegen
Dewi Driegen (Ámsterdam, 15 de septiembre de 1982) es una modelo holandesa.

## Carrera
Driegen fue descubierta a la edad de trece años por un agente de Elite Model Management en Ámsterdam pero decidió continuar con sus estudios. Después de cumplir la mayoría de edad empezó a modelar en París y Milán para marcas como Valentino y Versace.
Su primera campaña fue para la marca Balenciaga en 2002 para más tarde participar en campañas publicitarias de Armani Exchange, Gucci, New York & Company, Versus, Barneys, entre muchas otras. Hizo parte de la portada de la revista Vogue en su edición para el Reino Unido y Rusia. Apareció en el desfile de moda televisado de Victoria's Secret en 2002 y 2003. 
Otros de sus créditos en pasarela incluyen las marcas Alberta Ferretti, Alexander McQueen, Chanel, Christian Lacroix, Christian Dior, D&G, Emanuel Ungaro, Elie Saab, Emilio Pucci, John Galliano, Givenchy, Marc Jacobs, Michael Kors, Miu Miu, Ralph Lauren y Roberto Cavalli.